# 앨릭스 뉴얼
앨릭스 뉴얼(Alex Newell, 1992년 8월 20일 ~ )는 미국의 배우이자 가수이다.

## 출연 작품
- 글리 시즌6 (2015)
- 지오그래피 클럽 (2013)